# Ханти
Ханти (хант. ханти, хандэ, кантэк) су угарски народ из групе угро-финских народа, који претежно живи у Русији, односно у аутономном округу Хантија-Мансија, у којем чине око 1,3% становништва, и у којем представљају шести народ по бројности, после Руса (68%), Татара (7,6%), Украјинаца (6,4%), Башкира (2,5%) и Азербејџанаца (1,8%). Ханти су већином православне вероисповести, али су сачували и традиционална веровања (шаманизам, тотемизам). Говоре хантијским језиком, који спада у угро-финску групу уралске породице језика.
Народи Ханти и Манси су у литератури познати и као Обски Угри, а њихови језици су најсличнији мађарском.

## Популација
У Русији их је 2010. укупно било 30.943. Од тог броја 29.227 у Тјуменској области, од којих 19.608 у Ханти-мансијском аутономном округу — Југри и 9.489 у Јамало-ненецком аутономном округу, а преосталих 130 у другим деловима Тјуменске области. У суседној Томској области их је било 718 и 48 у Републици Коми.

## Историја
Југри који се помињу у 11. веку у руским изворима су највероватније Ханти, у то време су они дошли у контакт са руским ловцима и трговцима. Име Југри (рус. югры) потиче из језика Кома-Зирјана и то је име којим Коми-Зирјани називају Ханте. Могуће је да их је први поменуо енглески краљ Алфред Велики у 9. веку, он је лоцирао Фенланд источно од Белог мора у Западном Сибиру. Застарели руски назив за Ханте је Остјаци (рус. остяки) и потиче од хантијске речи Ас хо, што значи „човек са реке Об (Ас)” (или „обски (аски) човек”) и суфикса јак по узору на имена других народа, као на пример Пермјак.